# 中国人民解放军广州军区生产建设兵团
中国人民解放军广州军区生产建设兵团，为生产建设兵团，是以垦植橡胶等热带作物为主的屯垦戍边部队，归中国人民解放军广州军区建制，受广州军区和广东省革命委员会双重领导，机关驻广东省海口市（今属海南省）。

## 沿革
1969年3月19日，根据中央军委2月7日关于在广东省海南和湛江组建生产建设兵团的决定，广州军区和广东省革命委员会联合发出《关于成立广州军区生产建设兵团的指示》，把广东省海南岛、湛江两地的国营农场改建成中国人民解放军广州军区生产建设兵团，归广州军区建制，受广州军区和广东省革命委员会双重领导。所辖部队番号为广州军区生产建设兵团第一至十师。3月21日，在海口成立兵团领导机关，机关以海南农垦局为基础组建。各师师部由广州军区自各部队抽调干部组建。师属各团都是由各国营农场改称。团以上领导及机关主官大部分为军队干部；作业区及连队干部全部为原农场干部。第七、八、九师驻湛江地区，其他各师驻海南岛。兵团是以垦植橡胶等热带作物为主的屯垦戍边部队，对稳定文革期间农垦混乱局势、保证橡胶等热带作物生产发挥了作用。1974年6月，广州军区生产建设兵团番号撤销，军队干部大部分撤回部队，各团恢复原国营农场名称，改归地方农垦部门领导。

## 编制
机关部门
- 司令部
- 政治部
- 后勤部
- 生产部[1]

所辖部队
- 第一师：师部驻琼山县道美。辖第一至十四团
- 第二师：师部驻万宁县兴隆。辖第一至十二团
- 第三师：师部驻通什镇。辖第一至二十团
- 第四师：师部驻昌江县石碌镇。辖第一至十五团
- 第五师：师部驻临高县加来镇。辖第一至十四团
- 第六师：师部驻琼中县营根，后迁牙挽。辖第一至十九团
- 第七师：师部驻海康县龙门镇。辖第一至十四团
- 第八师：师部驻湛江市霞山。辖第一至十九团
- 第九师：师部驻高州县城。辖第一至十七团
- 第十师：师部驻儋县雅星鎮八一农场。辖第一至三团[1]

## 历任领导
| 司令员 - 周庆鸣 副司令员 - 周庆鸣（第一副司令员） - 赵遵康 - 冉泽 - 段志清 - 王昌虎 - 陈文高 - 李梓斌 - 邓逸凡 - 贺东生 - 宿东山 | 政治委员 - 周益宽 - 李荆山（第二政治委员，未到职） 副政治委员 - 周益宽（第一副政治委员） - 贺靖 - 卢德耀 - 卫人 |

| 参谋长 - 郝恒莱 副参谋长 - 贾殿阁 - 梁青山 - 宋维舟 - 孙有礼 - 张子书 - 王文湘 | 政治部主任 - 贺靖 - 吴子实 政治部副主任 - 吴子实 - 邢瑞伍 - 潘炳福（未到职） - 符志洛 - 姜思毅 - 尚可 - 何敦锦 - 张跃青 |

| 后勤部部长 - 曾湘 后勤部副部长 - 魏浩然 - 黎正祥 - 孙建钧 - 曾志敬 后勤部副政治委员 - 王磊 | 生产部部长 - 李梓斌 - 王新民 生产部副部长 - 王新民 - 许伟 - 蒋步楚 - 郭建文 - 朱江 - 何康 生产部副政治委员 - 阎峻岭 |

| 第一师师长 - 曹铁汉 | 第一师政治委员 - 刘义德 |

| 第二师师长 - 狄进喜 | 第二师政治委员 - 蒋立明 - 张军 |

| 第三师师长 - 朱路桥 | 第三师政治委员 - 陈宝贵 |

| 第四师师长 - 田宗林 - 宋新楹 | 第四师政治委员 - 符志洛 - 何郭锦 - 吕逢辛 |

| 第五师师长 - 肖功九 - 苗泽波 | 第五师政治委员 - 高玉书 |

| 第六师师长 - 吕式华 | 第六师政治委员 - 吕静环 - 孙述元 |

| 第七师师长 - 陈育才 | 第七师政治委员 - 赵耀昶 |

| 第八师师长 - 莫双科 | 第八师政治委员 - 穆召祥 |

| 第九师师长 - 陈坚石 | 第九师政治委员 - 张高 |

| 第十师师长 - 宋新楹 - 郑文祥 | 第十师政治委员 - 王元周 |